# Serviciile în porturi
Conform cu Ordonanța nr. 22 din 29 ianuarie 1999 privind administrarea porturilor și serviciile în porturi Serviciile prestate în porturi se clasifică astfel: 
a) servicii publice portuare: 
- 1. pilotajul navelor la intrarea și ieșirea din porturi, la manevrare de la o dană la alta;
- 2. remorcajul de manevră al navelor;
- 3. legarea-dezlegarea navelor;
- 4. preluarea reziduurilor, apelor uzate și a gunoaielor de la nave;
- 5. salubrizarea și depoluarea acvatoriilor portuare și preluarea gunoiului de la agenții economici care desfășoară activități în porturi;
- 6. dragaje de întreținere, semnalizarea și balizarea acvatoriului portuar și a șenalelor de acces în port, semnalizarea și iluminarea drumurilor publice;
- 7. stingerea incendiilor la nave și instalațiile plutitoare aflate în porturi;

b) servicii portuare: 
- 1. încărcare, descărcare, depozitare, stivuire, amarare, sortare;
- 2. marcare și alte servicii privind mărfurile;
- 3. paletizare, pachetizare, containerizare, însăcuire mărfuri;
- 4. expediții interne și internaționale de mărfuri;
- 5. controlul cantitativ și calitativ al mărfurilor;
- 6. curățare hambare și magazii nave;
- 7. curățare și degazare tancuri;
- 8. agenturare nave;
- 9. reparații nave și utilaje;
- 10. bunkeraj;
- 11. aprovizionare nave;
- 12. lucrări de scafandrerie;
- 13. supraveghere nave fără echipaj;
- 14. facilități pentru nave de agrement și turism nautic;
- 15. refurnizarea de apă, energie electrică și termică la nave și la agenții economici care desfășoară activități în porturi;
- 16. telecomunicații, telegrafie, telefonie, telex și fax pentru nave și agenții economici care desfășoară activități în porturi;
- 17. servicii pentru pasageri și turiști;
- 18. scoaterea epavelor, dezeșuarea navelor și recuperarea bunurilor în porturi;
- 19. alte servicii specifice activității portuare.

{-----